# Кристина Сигурдсдаттер
Кристина Сигурддаттер (др.-сканд. Kristin Sigurdsdatter; ок. 1125—1178) — норвежская принцесса, мать короля Норвегии Магнуса V.

## Жизнь
Кристина была дочерью короля Сигурда I Норвежского и Мальмфриды Киевской. Она вышла замуж за норвежского дворянина Эрлинга Скакке, который заработал свою репутацию в крестовом походе с Рёгнвальдом Оркнейским. У них был сын Магнус Эрлингссон.
Кристина была единственным законным ребёнком короля Сигурда. В 1130 году король Сигурд умер, не оставив законных сыновей. Его незаконнорожденный сын Магнус Сигурдссон стал королем Норвегии совместно со своим дядей Харальдом Гилли. У Харальда Гилла было четыре сына: Инги, Эйстейн, Сигурд и Магнус Харальдссоны; все они стали королями Норвегии.
После смерти короля Инги в 1161 году сын Кристины Магнус был коронован королём Магнусом V в возрасте восьми лет. Он правил Норвегией до своей смерти в 1184 году.